# The Moog Cookbook
Moog Cookbook es el nombre de una banda de música electrónica formada por Brian Kehew y Roger Joseph Manning Jr. (bajo los pseudónimos Meco Eno y Uli Nomi) como una parodia/tributo a las grabaciones con Moog realizadas a finales de los 60s e inicio de los 70s. El dúo interpreta exclusivamente sintetizadores análogos, especialmente el sintetizador Moog. Las notas que acompañan su primer álbum proclaman "No MIDI".
Moog Cookbook publicó dos álbumes a mediados de los años noventa presentando versiones instrumentales de piezas de rock clásico y alternativo en sintetizadores análogos. El par se reunió para grabar una pista para el film Moog de 2004.
En el 2006 trabajaron para publicar de forma independiente una colección de material grabado durante sus sesiones anteriores como parte de otros proyectos. Este álbum es Bartell.
El nombre de la banda se deriva de un libro de cocina de 1978 titulado Moog's Musical Eatery por Shirleigh Moog, primera esposa del pionero de los sintetizadores Robert Moog.

## Discografía
- The Moog Cookbook (1995)
- Ye Olde Space Bande (1997)
- Moog soundtrack (2004)
- Bartell (2006)